# Марија Палеолог (краљица Србије)
Марија Палеолог била друга супруга српског краља Стефана Уроша III Дечанског Немањића, односно краљица Србије у периоду од 1324. до септембра 1331. године.
Краљица Марија Палеолог се поприлично млада удала за српског краља Стефана Уроша III Дечанског. Имала је око 12 година. Међутим, њене године су биле далеко прихватљивије, у односу на године њене тетке краљице Симониде Палеолог Немањић, која је, као петогодишња девојчица, удата за краља Стефана Уроша II Милутина. Са краљем Стефаном Урошем III, краљица Марија је имала троје деце: сина Симеона (Синишу), и кћери Јелену и Теодору. Међутим, овај брак није дуго трајао. Августа 1331. године, краљ Стефан Дечански збачен је са престола, и убрзо је, убијен у Звечану. Поједини извори тога доба наводе да је однос између краља Стефана Уроша III Дечанског и његовог сина, “младог краља”, Стефана Душана, реметила, управо, млада и амбициозна краљица Марија Немањић, настојећи да, уз подршку Византије, обезбеди престо Србије своме сину Симеону. Тиме би, млади и амбициозни млади краљ Душан, био потиснут у други план.
Но, и поред преврата, бивша краљица није напустила Србију. Можда би се и вратила у отаџбину, да је од тога нису одвратиле неповољне политичке прилике. Наиме, од 1328. године, Византијом је владао њен рођак, цар Андроник III Палеолог, чији су противници, у борби за престо, били и краљ Стефан Урош III Дечански Немањић и чланови Маријине породице у Цариграду и Солуну, дајући подршку цару Андронику II Палеологу. Стога се, врло брзо, након смрти супруга краља Стефана Уроша III Немањића, замонашила, поневши монашко име Марта. Нови владар Србије, краљ Стефан Урош IV Душан Силни Немањић, није правио никакве сметње ни удовици свога оца, а ни њеном сину, Симеону (Синиши ). Напротив, Душанов полубрат ће, у време највећег сјаја српске средњовековне државе, понети једну од највиших титула на српском царском двору - титулу деспота. Монахиња Марта умрла је 7. априла 1355. године. Сахрањена је у Скопљу.

## Краљица Марија у изворима и литератури
О другој супрузи краља Стефана Уроша III Дечанског говори неколико наративних историјских извора. Поред тога, помен краљице Марије као монахиње Марте сачуван је у Дечанском поменику. Сачувана је и надгробна плоча српске краљице, која представља прворазредни материјални извор о датуму њене смрти.
Како је била грчког порекла, краљица Марија је привлачила пажњу како српских, тако и византијских историчара. Краљица Марија Немањић се помиње у оба животописа њеног супруга. Старије житије краља Стефана Дечанског написао је ученик архиепископа Данила. Стефаново житије је тако ушло у чувени корпус познат под називом "Животи краљева и архиепископа српских", који је обухватао и житија краљева од краља  Стефана Радослава до краља Стефана Душана. Време писања Стефановог житија није познато. Могуће да га је отпочео и сам архиепископ Данило II, што би значило да је почетак житија настао пре 1337. године, када је архиепископ Данило II умро. Брак краљице Марије Палеолог и краља Стефана Уроша III Дечанског Немањића описан је у првом делу житија. Стефанова побуна из 1314. године, није исписана у Стефановом, већ у Милутиновом житију. Стефанов животопис од Даниловог ученика почиње његовим доласком на власт.
Краљица Марија Палеолог Немањић се помиње и у житију које је почетком 15. века, саставио Григорије Цамблак. Како је Григорије Цамблак писао са знатне временске дистанце, његово дело сматра се поузданијим од дела архиепископа Данила II. И архиепископ Данило II и Григорије Цамблак описују краљицу Марију Немањић у лепом светлу, помињући је као блажену и достојну српског краља. Краљица Марија Палеолог је поменута у два грчка наративна извора. Закључење брака краља Стефана Уроша III Немањића и краљице Марије описано је у једном поглављу историје Нићифора Григоре. Такође, брак помиње и каснији византијски историчар, цар Јован VI Кантакузин у својој "Историји".
Посебно поглавље је овој српској краљици посветио Михаило Ласкарис у својој књизи "Византинске принцезе у средњовековној Србији". У скорије време биографија краљице Марије Палеолог Немањић поново је обједињена на једном месту.

## Порекло
Краљица Марија Палеолог била је кћи византијског паниперсеваста Јована Палеолога, који је био, синовац византијског цара Андроника II Палеолога. Самим тим, била је у сродству са бившом српском краљицом, Симонидом, супругом краља Стефана Уроша II Милутина. Паниперсеваст Јован Палеолог је био византијски државник, који је током своје каријере носио титуле кесара, паниперсеваста и управника Солуна. Узео је учешћа у грађанском рату двојице Андроника који је током 1320-тих година, вођен у Византији. Његов отац Константин био је син цара Михаила VIII Палеолога, те је тако краљица Марија била праунука оснивача династије Палеолога и ослободитеља Цариграда.

## Година рођења, детињство и младост
Година рођења краљице Марије Палеолог може се приближно одредити. Нићифор Григора даје податак да је приликом склапања брака са краљем Стефаном Урошем III она била дванаестогодишња девојчица, што би значило да је рођена око 1312. године, (или 1314. године ,по новој хронологији). Податак Нићифора Григоре о Маријиним годинама у потпуности се слаже са подацима о времену склапања брака њених родитеља. Наиме, цар Андроник II је у потпуности контролисао судбину Маријиног оца паниперсеваста Јована, покушавајући да га отуђи од оца Константина. Разлог овог непријатељства сеже још из времена цара Михаила VIII. Наиме, цар Михаило VIII је много волео Константина и намеравао му је основати посебну област у Солуну. Цар Михаило VIII умире 1282. године, те је Андроник преузео престо. Он је 1293. године, утамничио свога брата и држао га у тамници све до смрти 5. маја 1306. године. Тако је паниперсеваст Јован одрастао под надзором свог стрица који му је 1307. године, дао титулу паниперсеваста, оженивши га убрзо потом Ирином, ћерком великог логотета Теодора Метохита. Како се Марија родила око 1312. године, она је по годинама била много ближа Стефановом сину Душану, него свом супругу. Краљ Стефан Дечански је имао двојицу синова (Душмана и Душана), који су били старији од Марије.

### Стефанова породица пре Марије
Краљ Стефан Урош III Дечански Немањић је пре брака са Маријом био ожењен бугарском принцезом Теодором, ћерком цара Смилеца. Овај брак био је закључен око 1306. године, током грађанског рата краља Сефана Драгутина и краљ Стефана Уроша II Милутина. У том браку рођена су двојица Стефанових старијих синова. Након неуспешне побуне против оца 1314. године, краљ Стефан Дечански Немањић, је са синовима послат у Цариград, док је Теодора највероватније остала у Србији. Краљ Стефан Урош III се вратио тек пред крај очева живота. По доласку на власт, краљ Стефан Урош III Дечански је раскинуо брак са Теодором и упустио се у преговоре о женидби са ћерком кнеза Филипа Тарентског, који су завршени неуспехом. Потом су отпочели преговори о склапању брака са Маријом Палеолог.

## Преговори о склапању брака
У браку краљице Марије Палеолог Немањић и краља Стефана Уроша III треба препознати политичке интересе обе стране. Византијско царство се у овим годинама налазило у вртлогу грађанског рата између цара Андроника II и његовог унука цара - савладара Андроника III. Поред тога, избио је сукоб између Византије и Другог бугарског царства, којим је владао цар Михаило III Шишман. Заједнички непријатељ зближио је Византију и Србију. Поред тога, краљ Стефан Дечански Немањић је седам година провео у Цариграду и стога је био у блиским односима са старим царем, Андроником II.
Преговори су отпочели мисијом будућег српског архиепископа Данила II у Цариграду. О Даниловој мисији говори његов ученик у житију Стефана Дечанског. Данило је отишао у Цариград и "ту сврши вољу господара". Данило је тамо требало да обави "неколико царских послова". Марица Ђукић Маловић је претпоставила да је циљ Данилове мисије био склапање савеза Србије и Византије, односно да је архиепископ Данило IIтребало да пренесе жеље српског краља да се ороди са династијом Палеолога. Не треба заборавити да је на сличан начин Стефанов отац краљ Милутин поступио 1299. године, када се оженио Андрониковом ћерком краљицом Симонидом Немањић. Претходно је Данило посетио Бугарску, где је преговарао са царем Михаилом III Шишманом. Марица Маловић смешта ову мисију на пролеће 1324. године. Услед зближавања цара Андроника II и краља Стефана Уроша III Дечанског Немањића, кораке ка зближавању са царем Андроником III предузео је цар Михаило III Шишман. Он је отерао Стефанову сестру царицу Ану Немањић и оженио се Теодором, сестром цара Андроника III. Тако су две словенске државе укључене у унутрашње размирице у Византији. Стварањем два блока направљен је пут околностима које су довеле до сукоба код Велбужда. У вези са тим, Нићифор Григора пише да се Стефан неће смирити док се не освети цару Михаилу III Шишману.

## Хронологија закључења брака Стефана Дечанског и Марије Палеолог
Хронологија године закључења другог брака краља Стефана Дечанског била је предмет историјских расправа још на почетку 20. века. Нићифор Григора, чини се, даје јасне хронолошке податке. Он наводи да је млади цар Андроник III 2. фебруара 1325. године крунисан за цара. Након тога, прелази на причу о доласку Марије у Србију: "Следеће године отпутовала је ћерка паниперсеваста да би постала супруга краља Србије". Дакле, по Григори, брак краља Стефана Уроша III и Марије Палеолог био је закључен 1326. године. Цар Јован VI Кантакузин такође помиње склапање брака, али не даје никакве хронолошке податке. "Следећа година" коју спомиње Григора била би 6834. византијска година, која обухвата период од 1. септембра 1325. до 31. августа 1326. године. На основу ових вести, Иларион Руварац је сматрао да се "Дечански оженио Гркињом око 1326. године". Исту годину прихватио је и Константин Јиречек у својој "Историји Срба".
Григориној хронологији наизглед се противе подаци једне повеље цара Андроника II манастиру Хиландару, датиране у децембар 1324. године. Византијски цар назива српског краља својим зетом (γαμβρός). На повељу је први указао Јован Радоњић, који је померио хронологију закључења брака, сматрајући да је он склопљен током 1324. године. Његове податке прихватили су и Ђорђе Радојчић и Михаило Ласкарис. У историографији је доскоро била једногласно прихваћена хронологија Михаила Ласкариса, који се најдетаљније бавио биографијом краљице Марије Палеолог. Тако је податак о 1324. години, ушао у први том "Историје српског народа". Иста хронологија прихваћена је и коментару вести Нићифора Григоре у "Византијским изворима за историју народа Југославије". Мирјана Живојиновић је на основу једног ватопедског акта од септембра 1324. године, додатно сузила хронолошки оквир, сматрајући да је брак склопљен на лето исте године. Претпоставка је била да је брак био закључен до те године, а да је Марија можда дошла у Србију две године касније.
У скорије време се овим питањем поново бавио Срђан Пириватрић. Он је указивао на примере коришћења сродничких термина за означавање припадника династија држава суседа Византије чак и пре него што је брак формално закључен. Тако су сродницима називани цар Мицо Асен, Урошев син краљ Милутин, бугарски цар Јован Александар и други. Наиме, у Византији је постојао тип предбрачног уговора, након чијег склапања се сматрало да су сроднички односи успостављени. Сам Стефанов отац краљ Милутин Немањић назван је "пријатељем" у повељи цара Михаила VIII Палеолога из 1271. године, мада његов брак са Аном Палеолог никада није ни био склопљен. Тако је сасвим могуће да је податак Нићифора Григоре и тачан, односно да је брак краља Стефана Уроша III Дечанског и Марије Палеолог заиста закључен 1326. године.
Овај податак значајан је за још једно значајно питање српске историје - питање године рођења краља Стефана Дечанског. Наиме, Григора помиње да је у тренутку склапања брака краљ Стефан Урош III Дечански Немањић био педесетогодишњак. Уколико се прихвати хронологија старијих аутора, краљ Стефан Урош III Немањић је рођен око 1274. године, а уколико се прихвати Пириватрићева хронологија, краљ Стефан Дечански је био рођен око 1276. године. У сваком случају, било је то још за живота и владавине његовог деде, краља Уроша I.

## Боравак Маријиног оца у Србији
О доласку паниперсеваста Јована у Србију највише података оставља Јован Кантакузин. Како је оснивач династије Палеолога наменио Солун Јовановом оцу Константину, паниперсеваст је сматрао да полаже права на те поседе. Користећи се  "ратом двојице Андроника", паниперсеваст Јован је настојао да закључи савез са двојицом синова Теодора Метохита: Димитријем Анђелом (заповедником Струмице) и Михаилом Ласкарисом (заповедником Мелника). Њихова писма упућена паниперсевасту Јовану пала су у руке млађег Андроника, те је завера откривена. паниперсеваст Јован Палеолог је принуђен да бежи из Цариграда. Без подршке Византије, паниперсеваст Јован Палеолог је побегао на двор српског краља Стефана Уроша III и заједно са њим је пустошио околне византијске области не успевајући да им наметне своју власт. Умирио се када је добио титулу кесара, а убрзо је и умро. Цезар Јован Палеолог је сем краљице Марије Палеолог Немањић имао и сина. Његово име није познато, а погинуо је у борби против Бугара код Русокастра 1332. године.

## Брачни живот
Уколико се прихвати Григорина хронологија, краљица Марија Немањић се на функцији српске краљице задржала пет година. Манојло Фил је забележио песму у којој Ирина, Маријина мајка, моли Свету Анастасију да излечи од болести њеног зета краља Стефана Уроша III Дечанског. Хронологија ове Стефанове болести није позната. Ласкарис ју је повезао са молбом српског краља Стефана Уроша III Немањића упућеној Дубровачкој републици, поводом које је 28. новембра 1326. године, упућен магистар Егидије, у Србију. Поново је упућен и следеће 1327. године.
Паниперсеваст Јован се након договора са Византијом вратио у Цариград. Ирина, која је у Србију дошла и пре свог супруга, одлучила је да остане код ћерке и зета. Наводно је Иринин останак довео до погоршања односа са Византијом, те је упућено византијско посланство у Србију, чији је главни задатак, по Григори, био да врати Ирину у Цариград. Посланство је водио сам Нићифор Григора. Ласкарис, међутим, претпоставља да је главни задатак посланства било склапање војног савеза са Србијом. Цару Андронику II престо није био сигуран, због претензија његовог унука, цара - савладара Андроника III те је прижељкивао савез са српским краљем. Ирина се у Цариград вратила почетком 1327. године.
Краљица Марија Немањић се помиње приликом побуне младог краља Душана против оца 1331. године. Краљ Стефан Урош III Дечански Немањић ју је са децом оставио на милост и немилост младом краљу Душану, побегавши у Петрич са нешто мало своје властеле. Треба нагласити да је као Маријин син, Симеон потицао од династије Палеолога, те је млади краљ Душан имао и интереса да га уклони. Међутим, то се није догодило. Симеон је наставио да живи у Србији и врхунац своје моћи достиже као владар грчких области у периоду након Душанове смрти.

## Замонашење
Краљ Стефан Дечански је збачен са престола од стране сина младог краља Душана 1331. године. Тако је Марија изгубила титулу краљице. Међутим, она се није вратила у Цариград, већ је остала да живи у Србији, као монахиња Марта. Постоји више претпоставки о разлозима њеног останка. Јован Радоњић је сматрао да је разлог био тај што је у Византији и даље била жива успомена на велеиздају њеног оца цезара Јована. Међутим, треба имати у виду и политичке околности у Византији тога времена. Маријин деда Теодор Метохит учествовао је у грађанском рату на страни цара Андроника II, након чијег пораза је и сам морао отићи у прогонство. Могло се претпоставити да цар Андроник III не би пријатељски дочекао његову унуку у Византији. Као монахиња Марта, краљица Марија се помиње у Дечанском поменику. Приликом одабира монашког имена, постојао је обичај да је прво почетно слово новог имена узимано по првом слову световног имена. Оваква пракса се није стриктно поштовала, али је била уобичајена. Тако је случај потврђен код монашења великог жупана Стефана Немање - монах Симеон, краља Стефана Првовенчаног - монах Симон и сл.

### Претпоставка о Маријином другом браку
Претпоставку да се краљица Марија Палеолог након Стефанове смрти по други пут удавала изнео је Јован Радоњић, али је она данас одбачена. Наводни други муж краљице Марије Палеолог Немањић био је познати великаш из времена цара Душана, деспот Јован Оливер. Радоњић је своју тезу засновао на натпису на Лесновском манастиру, где се помиње Јованова жена Ана Мара (1341). У једном грчком натпису из 1349. године, помиње се Оливерова жена Марија. У једној Душановој повељи из 1340. године, помиње се Душанов брат Драгушин и његова мајка "деспотица", за коју је Радоњић сматрао да је Марија. Међутим, деспотица Марија није била краљица Марија Палеолог, већ сестра краљице Теодоре Смилец, Стефанове прве супруге и тетка цара Стефана Душана. Драгушин је тако био Душанов брат од тетке.

## Надгробна плоча краљице Марије Палеолог
Данас је сачувана надгробна плоча краљице Марије Палеолог, настала у време Душанове владавине. Натпис на плочи по први пут је објављен 1852. године. Она је била узидана у цркву Светог Димитрија у Скопљу, одакле је у време Првог светског рата однета у Софију. Од 1925. године, налази се у Музеју у Скопљу. За плочу је Радослав Грујић претпоставио да је припадала Стефановој првој супрузи краљици Теодори. Његову тезу побија Ласкарис. Два су кључна доказа која оповргавају Грујићеву тезу. Прво: краљица Теодора је била сахрањена у Милутиновој задужбини, манастиру Светог Стефана у Бањској. Друго: цар Стефан Душан Немањић у једној својој повељи из времена узимања царске титуле (1346), помиње мајку као мртву. Грујић је претпостављао да је монахиња Марта, сахрањена 1355. године. Међутим, како смо показали, то није било могуће.

## Смрт
Подаци са надгробне плоче краљице Марије Палеолог дају податке о датуму њене смрти. Она је као монахиња Марта умрла 7. априла 1355. године, током владавине свог пасторка, цара Стефана Душана Силног. Сахрањена је у Скопљу.

## Потомство
Краљица Марија Палеолог и краљ Стефан Дечански имали су троје деце:
- Симеон-Синиша Немањић (1326-1371), цар Ромеја и Срба и целе Албаније од 1359. до 1370. године, владар Епира од 1359. до 1366. године, и владар Тесалије од 1359. до 1371. године.[38]
- Јелена Немањић Шубић (?-?), супруга Младена III Шубића, кнеза Клиса, Скрадина и Омиша из династије Шубић.[38]
- Теодора Немањић (1330 - након 1381), супруга деспота Дејана.[38]

## Породично стабло
|  |                                       |  |  |  |  |  |  |  |  |  |  |  |  |  |  |  |
|  | 16. Андроник Палеолог (мега доместик) |  |  |  |  |  |  |  |  |  |  |  |  |  |  |  |
|  |                                       |  |  |  |  |  |  |  |  |  |  |  |  |  |  |  |
|  |                                       |  |  |  |  |  |  |  |  |  |  |  |  |  |  |  |
|  | 8. Михајло VIII Палеолог              |  |  |  |  |  |  |  |  |  |  |  |  |  |  |  |
|  |                                       |  |  |  |  |  |  |  |  |  |  |  |  |  |  |  |
|  |                                       |  |  |  |  |  |  |  |  |  |  |  |  |  |  |  |
|  | 17. Теодора Анђелина Палеологина      |  |  |  |  |  |  |  |  |  |  |  |  |  |  |  |
|  |                                       |  |  |  |  |  |  |  |  |  |  |  |  |  |  |  |
|  |                                       |  |  |  |  |  |  |  |  |  |  |  |  |  |  |  |
|  | 4. Константин Палеолог, порфирогенит  |  |  |  |  |  |  |  |  |  |  |  |  |  |  |  |
|  |                                       |  |  |  |  |  |  |  |  |  |  |  |  |  |  |  |
|  |                                       |  |  |  |  |  |  |  |  |  |  |  |  |  |  |  |
|  | 18. Јован Дука Ватац                  |  |  |  |  |  |  |  |  |  |  |  |  |  |  |  |
|  |                                       |  |  |  |  |  |  |  |  |  |  |  |  |  |  |  |
|  |                                       |  |  |  |  |  |  |  |  |  |  |  |  |  |  |  |
|  | 9. Теодора Дукина Ватацина            |  |  |  |  |  |  |  |  |  |  |  |  |  |  |  |
|  |                                       |  |  |  |  |  |  |  |  |  |  |  |  |  |  |  |
|  |                                       |  |  |  |  |  |  |  |  |  |  |  |  |  |  |  |
|  | 19. Евдокија Анђелина Дукина Ватацина |  |  |  |  |  |  |  |  |  |  |  |  |  |  |  |
|  |                                       |  |  |  |  |  |  |  |  |  |  |  |  |  |  |  |
|  |                                       |  |  |  |  |  |  |  |  |  |  |  |  |  |  |  |
|  | 2. Јован Палеолог                     |  |  |  |  |  |  |  |  |  |  |  |  |  |  |  |
|  |                                       |  |  |  |  |  |  |  |  |  |  |  |  |  |  |  |
|  |                                       |  |  |  |  |  |  |  |  |  |  |  |  |  |  |  |
|  | 20. Алексије Раул (протовестијар)     |  |  |  |  |  |  |  |  |  |  |  |  |  |  |  |
|  |                                       |  |  |  |  |  |  |  |  |  |  |  |  |  |  |  |
|  |                                       |  |  |  |  |  |  |  |  |  |  |  |  |  |  |  |
|  | 10. Јован Раул Петралифен             |  |  |  |  |  |  |  |  |  |  |  |  |  |  |  |
|  |                                       |  |  |  |  |  |  |  |  |  |  |  |  |  |  |  |
|  |                                       |  |  |  |  |  |  |  |  |  |  |  |  |  |  |  |
|  | 21. Ватацина                          |  |  |  |  |  |  |  |  |  |  |  |  |  |  |  |
|  |                                       |  |  |  |  |  |  |  |  |  |  |  |  |  |  |  |
|  |                                       |  |  |  |  |  |  |  |  |  |  |  |  |  |  |  |
|  | 5. Ирина Раулина                      |  |  |  |  |  |  |  |  |  |  |  |  |  |  |  |
|  |                                       |  |  |  |  |  |  |  |  |  |  |  |  |  |  |  |
|  |                                       |  |  |  |  |  |  |  |  |  |  |  |  |  |  |  |
|  | 22. Јован Кантакузин                  |  |  |  |  |  |  |  |  |  |  |  |  |  |  |  |
|  |                                       |  |  |  |  |  |  |  |  |  |  |  |  |  |  |  |
|  |                                       |  |  |  |  |  |  |  |  |  |  |  |  |  |  |  |
|  | 11. Теодора Раулина                   |  |  |  |  |  |  |  |  |  |  |  |  |  |  |  |
|  |                                       |  |  |  |  |  |  |  |  |  |  |  |  |  |  |  |
|  |                                       |  |  |  |  |  |  |  |  |  |  |  |  |  |  |  |
|  | 23. Ирина Палеолог                    |  |  |  |  |  |  |  |  |  |  |  |  |  |  |  |
|  |                                       |  |  |  |  |  |  |  |  |  |  |  |  |  |  |  |
|  |                                       |  |  |  |  |  |  |  |  |  |  |  |  |  |  |  |
|  | 1. Marija Paleolog                    |  |  |  |  |  |  |  |  |  |  |  |  |  |  |  |
|  |                                       |  |  |  |  |  |  |  |  |  |  |  |  |  |  |  |
|  |                                       |  |  |  |  |  |  |  |  |  |  |  |  |  |  |  |
|  | 12. Ђорђе Метохит                     |  |  |  |  |  |  |  |  |  |  |  |  |  |  |  |
|  |                                       |  |  |  |  |  |  |  |  |  |  |  |  |  |  |  |
|  |                                       |  |  |  |  |  |  |  |  |  |  |  |  |  |  |  |
|  | 6. Теодор Метохит                     |  |  |  |  |  |  |  |  |  |  |  |  |  |  |  |
|  |                                       |  |  |  |  |  |  |  |  |  |  |  |  |  |  |  |
|  |                                       |  |  |  |  |  |  |  |  |  |  |  |  |  |  |  |
|  | 3. Ирина Метохитиса                   |  |  |  |  |  |  |  |  |  |  |  |  |  |  |  |
|  |                                       |  |  |  |  |  |  |  |  |  |  |  |  |  |  |  |
|  |                                       |  |  |  |  |  |  |  |  |  |  |  |  |  |  |  |